# Luftwaffe (Wehrmacht)
Deutsche Luftwaffe (traducere literală: „Arma aerului germană” cu sensul „Armata aeriană germană”) este numele folosit în mod obișnuit pentru forțele aeriene militare ale Germaniei în cel de-al Doilea Război Mondial, ca parte integrantă al Wehrmacht-ului. 
Istoria Luftwaffe începe în 1910, odată cu înființarea „Serviciului Aerian a Armatei Imperiale Germane”. Existența „Armei aerului” („Armatei aeriene”) a fost însă întreruptă în două perioade (1918-1935 și 1945-1955), ca urmare a înfrângerii țării în cele două războaie mondiale.
În 1939-1940 Luftwaffe a ajutat Germania să obțină considerabile succese pe fronturile din Europa Occidentală și din Europa Răsăriteană, dar nu a reușit să câștige supremația aeriană în luptele cu RAF (Royal Air Force) de deasupra insulelor britanice. Mai târziu, în ciuda eforturilor germane uriașe pe care le-au făcut piloții și constructorii, Luftwaffe nu a reușit să împiedice înfrângerea Germaniei naziste, provocată și de bombardamentele continuu executate de o forță aeriană copleșitoare a aliaților cu bazele în Anglia. Înfrângerea a fost pecetluită de avansarea terestră a armatelor sovietice dinspre răsărit, numărul avioanelor germane apte de luptă devenind neînsemnat față de avioanele sovietice, al căror număr creștea constant (și datorită sprijinului tehnic occidental). Totuși, Luftwaffe a fost prima forță aeriană care a folosit în luptă avionul de vânătoare cu reacție, și singura forță aeriană care a folosit avionul cu motor de rachetă. 
Între 1955 și 1990 în Germania au existat două forțe aeriene, ca rezultat al împărțirii Germaniei înfrânte între cei patru aliați, la sfârșitul celui de-al Doilea Război Mondial. În 1990, după reunificarea germană, forțele aeriene ale RDG-ului au fost dizolvate, iar structurile lor au fost preluate de Luftwaffe din RFG. În Bosnia, în 1990, a fost prima dată când Luftwaffe a acționat în afara țării după cel de-al Doilea Război Mondial.

## Istorie

### Primul Război Mondial

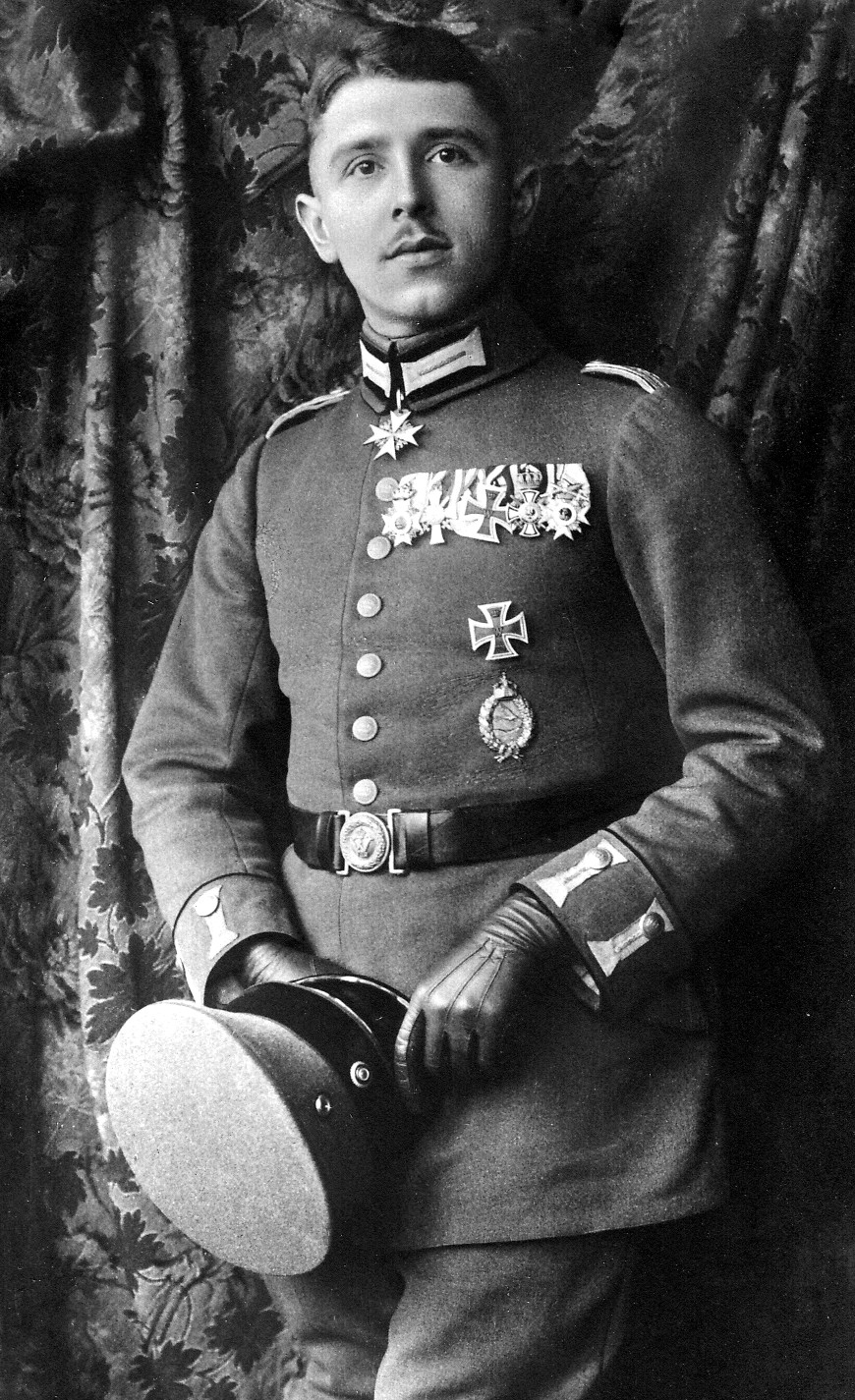
Max Immelmann a fost primul pilot de vânătoare german care a fost decorat cu mult-râvnitul ordin Pour le Mérite, după ce a doborât opt avioane inamice. Decorația a devenit cunoscută cu denumirea populară "Blue Max", deși, mai târziu, era nevoie de minimum 20 de victorii pentru a câștiga respectivul ordin.

Predecesorul Luftwaffe, "Serviciului Aerian a Armatei Imperiale Germane", a fost fondat în 1910, înainte de izbucnirea Primului Război Mondial (1914–1918), deși trebuie spus că, la început, avioanele erau folosite numai pentru misiuni de recunoaștere aeriană, în același fel în care fuseseră folosite baloanele în timpul războiul franco-prusac din 1870-1871. Nu a fost prima forță aeriană din Europa. Forța aeriană franceză, cea care avea să se transforme în Armée de l'Air, a fost de asemenea înființată în 1910, iar Corpurile Aeriene Regale (care aveau să se unească în 1918 cu Serviciul Aerian Al Marinei Regale pentru a forma Royal Air Force), a fost fondată în 1912. 
În timpul războiului, Serviciului Aerian a Armatei Imperiale Germane a utilizat o mare varietate de avioane, de la avioane de vânătoare (așa cum au fost modelele Albatros-Flugzeugwerke și Fokker), la cele de recunoaștere (Aviatik și DFW), până la bombardierele grele (Gothaer Waggonfabrik și Zeppelin-Staaken).

Baronul Manfred von Richthofen, "Baronul Roșu", care a doborât 80 de avioane aliate, doborât și ucis la rândul lui pe 21 aprilie 1918. Medalia Pour le Mérite se vede la gâtul aviatorului.

Cea mai mare atenție a fost acordată avioanelor de vânătoare, producând "ași ai aerului" precum Manfred von Richthofen, renumit în rândurile aliaților ca "Baronul Roșu" (în Germania era numit "der rote Kampfflieger" – Pilotul de vânătoare roșu), Ernst Udet, Hermann Göring, Oswald Boelcke (considerat primul tactician al luptelor aeriene), Max Immelmann (primul aviator care a fost decorat Pour le Mérite, cea mai înaltă decorație imperială germană pentru bravură, cel care a făcut ca acest ordin să fie numit "Blue Max"), și Werner Voss. La fel ca și marina germană, infanteria folosea dirijabile Zeppelin pentru bombardarea țintelor militare și civile din Franța, Belgia și din Regatul Unit. 
Toate aparatele de zbor germane și austro-ungare foloseau ca semn distinctiv crucea de fier până la începutul anului 1918. Până în cele din urmă, o cruce grecească negru pe alb (Balkenkreuz) a devenit însemnul forțelor aeriene germane. 
După înfrângerea Germaniei în primul război mondial, forțele sale aeriene au fost desființate ca urmare a prevederilor tratatului de la Versailles care cereau ca toate avioanele ale armatei imperiale să fie distruse.

### Perioada interbelică
Deoarece Germaniei îi fusese interzis să aibă o forța aeriană, piloții pentru o viitoare armată a aerului au fost pregătiți în secret. La început a fost folosită o școală civilă de aviație, dar nu puteau fi folosite decât avioane ușoare la antrenamente, pentru a menține impresia că sunt pregătiți piloți pentru liniile aeriene comerciale, precum era Lufthansa. Pentru a-și pregăti piloții pe cele mai moderne avioane de luptă, germanii au cerut ajutorul inamicului de mai târziu, Uniunea Sovietică. A fost înființat un aerodrom secret pentru antrenament la Lipetsk în 1924. aici a funcționat o școală militară de pilotaj pentru aproximativ nouă ani, până în 1934, fiind folosite la antrenamente avioane olandeze și rusești, dar și câteva modele germane. 
Pe 26 februarie 1935, Adolf Hitler i-a ordonat lui Hermann Göring să reînființeze Luftwaffe, încălcând Tratatul de la Versailles semnat în 1919. Germania a încălcat tratatul fără a fi sancționată de Anglia, Franța sau Liga Națiunilor. Deși noua forță aeriană urma să funcționeze total separat de forțele terestre, s-a menținut tradiția de a acorda ofițerilor și piloților grade militare ca ale infanteriei, o tradiție care s-a păstrat și în aviația militară germană a zilelor noastre, Bundesluftwaffe. Mai înainte de înființarea oficială a Luftwaffe, forțele paramilitare aeriene germane, Deutscher Luftverband – Uniunea Aeriană Germană - DLV pe scurt, avându-l în frunte pe Ernst Udet, aveau un însemn, uniforme și o ierarhie (grade) care primiseră nume cu aparență civilă, nu militară. Emblema DLV avea să devină emblema noii Luftvaffe. 
Dr. Fritz Todt, inginerul care a înființat Organizația Todt, a fost înaintat la gradul de general-maior al Luftwaffe. El nu era din punct de vedere militar un pilot, deși a luptat într-un detașament de observație aeriană în Primul Război Mondial, fiind decorat cu Crucea de Fier. A murit într-un accident aviatic în februarie 1942. 
Luftwaffe a avut ocazia ideală pentru a-și testa piloții, avioanele și tacticile de luptă în Războiul Civil Spaniol (1936–1939), când Legiunea Condor a fost trimisă în Spania să sprijine rebeliunea antirepublicană condusă de generalul Francisco Franco. Printre aparatele moderne folosite în luptă au fost unele care au devenit faimoase: bombardierele în picaj Junkers Ju 87 Stuka și avioanele de vânătoare Messerschmitt Bf 109. Deși această forță aeriană l-a sprijinit activ pe Franco, însemnele Luftwaffe au fost îndepărtate ca să nu se creadă că Germania sprijină în mod activ revolta. În locul zvasticii naziste de pe coada avionului, avioanele germane au folosit emblema naționaliștilor (o cruce a Sfântului Andrei pe fond alb, pictată pe cârma avionului și un punct negru pe fuzelaj și pe aripi). Toate avioanele din Legiune făceau parte din unități care aveau indicativul cu terminația 88. Bombardierele făceau parte din Kampfgruppe 88 ("Grupul de luptă"), prescurtat K/88, iar avioanele de vânătoare compuneau Jagdgruppe 88 ("Grupul de vânătoare"), J/88. 
Un atac care avea să fie o anticipare a bombardamentelor sistematice ale orașelor din timpul celui de-al doilea război mondial avea să se petreacă pe 26 aprilie 1937, când o forță combinată italo-germană sub comanda naționaliștilor spanioli a distrus cea mai mare parte a orașului basc Guernica din nord estul Spaniei. Acest bombardament a fost condamnat în toată lumea, și memoria colectivă a ororilor atacului asupra civililor a devenit și mai bine cunoscută datorită faimosului tablou care poartă numele orașului al pictorului cubist Pablo Picasso. Toată lumea s-a temut că așa va arăta viitorul războiului aerian, de vreme ce strategul italian Giulio Douhet formulase teorii cu privire la ceea ce avea să se numească "bombardament strategic", conform cărora victoria poate fi cucerită în război prin distrugerea din aer a zonelor industriale și prin demoralizarea populație civile inamice până în punctul în care guvernul va cere pacea. Aceasta era o descriere a războaielor care aveau să vină, nu doar a conflictului din peninsula Iberică.

### Al Doilea Război Mondial
Până în vara anului 1939, în ajunul izbucnirii celui de-al Doilea Război Mondial, Luftwaffe devenise cea mai puternică forță aeriană din lume. Astfel, a jucat un rol important major în succesele germane de la începutul războiului, având un rol determinant în conceptului războiului fulger, în principal datorită folosirii bombardierului în picaj Junkers Ju 87 (Sturzkampfflugzeug—Stuka). Armata germană a învins fulgerător Polonia, Norvegia, Danemarca, Luxemburg, Belgia, Olanda și Franța în numai câteva săptămâni între septembrie 1939 și iulie 1940, în mare parte datorită Luftwaffe, care părea invincibilă, și care acorda sprijin prețios armatei terestre. Aceste victorii l-au făcut pe Göring prea încrezător în capacitățile germanilor de a înfrânge RAF în numai câteva luni în cadrul Operațiunea Seelöwe. Eșecurile spionajului german și planificarea defectuoasă a atacurilor aeriene asupra Comandamentul de Vânătoare a RAF, au făcut ca, alături de buna gestionare a resurselor britanice de către Hugh Dowding, planificata invazie a insulelor britanice să nu mai aibă loc. Decizia lui Hitler de a schimba direcția atacului aerian de la aeroporturile și instalațiile radar britanice către țintele industriale și civile din orașe s-a dovedit o greșeală crucială. 
Puterea forțelor aeriene germane nu s-a diminuat în perioada care a urmat atât de strategiei eronată a Comandamentului de Bombardament a RAF ca și tenacității germane. Propusă de Sir Charles Portal, acceptată de Churchill și executată cu cruzime de Sir Arthur Harris, această strategie a aruncat aparatele de zbor și oamenii într-o luptă cu o apărare din ce în ce mai puternică, cu rezultate destul de puțin importante. Postulatul prăbușirii moralului german era o țintă de viitor, care nu s-a bucurat de un plan coerent pentru atingerea ei. Intrarea SUA în conflict în decembrie 1941 a aruncat și bombardierele americane în acest proiect fără sorți de izbândă. 
Spre deosebire de germani, Forțele Aeriene Americane (U.S. Army Air Forces), de sub comanda generalului Henry H. Arnold, au constituit o forță pentru bombardamentele strategice. Bombardierele americane au pătruns adânc în spațiul aerian al Reichului, ducând la îndeplinire misiuni pe timp de zi împotriva țintelor industriale, executate fără protecția avioanelor de vânătoare, (a căror prezență fusese demonstrată ca necesară din luptele împotriva Chinei), în timp ce RAF a continuat ofensiva cu atacurile de noapte. 
Luftwaffe rămăsese o forța de temut și, atât în timpul luptelor pe timp de zi, ca și a celor pe timp de noapte, a fost capabilă să doboare sute de bombardiere aliate. În noaptea de 30 spre 30 octombrie 1944, când RAF a atacat Nürnbergul, vânătorii germani au doborât 95 de bombardiere engleze. 
Superioritatea germană s-a făcut simțită în special pe frontul de răsărit, unde Luftwaffe se bucura de un mare avans tehnologic și de piloți foarte bine pregătiți. Pilotul Hans-Ulrich Rudel, pilotând un bombardier în picaj Stuka, a devenit cel mai decorat pilot al războiului, fiind distins cu Crucea de Cavaler cu Frunze de Stejar din Aur (Das Ritterkreuz mit Goldenem Eichenlaub), Spadele și Diamantele (Schwertern und Brillanten), și a fost avansat la gradul de Oberst (colonel). Spre deosebire de alți ofițeri cu același grad, Oberst Rudel avea să rămână pe front până la predarea în mâinile armatei SUA la Kitzingen în Cehoslovacia pe 8 mai 1945.
Printre Experten (numele german al așilor aviației), Erich Hartmann avea să devină pilotul cu cele mai multe avioane inamice doborâte:352, un număr care a fost privit cu neîncredere la început, acceptat până în cele din urmă. Prin comparație, numărul cel mai mare de avioane germane doborâte de un pilot aliat a fost de 62, victorie atribuită colonelului sovietic Ivan Kojedub. 

Una dintre caracteristicile unice ale Luftwaffe (prin comparație cu alte forțe aeriene independente) era prezența în rândurile ei a unei forțe de elită de parașutiști (Fallschirmjäger), integrată organic în structura aviației. Parașutiștii au luat parte activ la cele mai multe acțiune ale Luftwaffe, în special în 1940–1941, când au participat la cucerirea fortăreței belgiene de la Eben-Emael în mai 1940 și la cucerirea insulei Creta în mai 1941. mai mult de 3.000 de Fallschirmjäger au fost uciși în timpul operațiunii din Creta, iar Hitler, șocat de amploarea pierderilor, a ordonat ca parașutiștii de elită să nu mai fie folosiți niciodată în operații de o asemenea anvergură, ci numai în cadrul unor operațiuni la scară redusă, așa cum a fost salvarea cu succes a lui Benito Mussolini în 1943, la vremea aceea deposedat de putere. Eșecul din Creta a fost motivul pentru care s-a renunțat la o propunere (Operațiunea Herkules) de cucerire a insulei Malta, ceea ce ar fi dus la eliminarea amenințărilor aliaților asupra liniilor de aprovizionare ale lui Rommel.
Deși bazele tacticilor luptelor de noapte fuseseră puse încă din primul război mondial, forța de vânătoare de noapte, Nachtjagd, a trebuit pur și simplu să pornească de la zero când bombardierele britanice au început să atace țintele naziste în 1940. A fost pusă la punct o rețea de stații radio de-a lungul și de-a latul teritoriului Reichului, din Norvegia până la granița cu Elveția, botezată "linia Kammhuber ", de la numele Generalleutnant Josef Kammhuber. Radarele erau folosite la alertarea escadrilelor de vânătoare nocturnă, Nachtjagdgeschwader (NJG). Aceste escadrile erau dotate în principal cu avioane Messerschmitt Bf 110 și Junkers Ju 88, care aveau să fie dotate mai târziu cu radare Lichtenstein montate în botul aeronavei. 

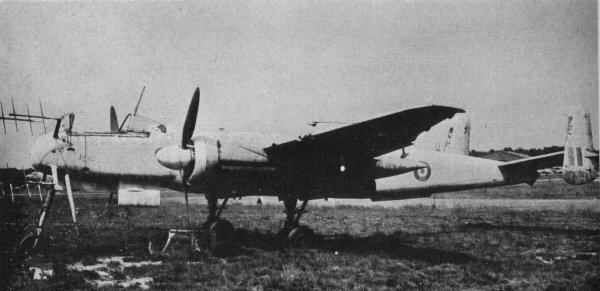
Avion de vânătoare nocturnă Heinkel He 219A capturat de britanici, purtând însemnele RAF.

Avionul Heinkel He 219 Uhu (Bufnița) a fost considerat unul dintre cele mai bune avioane de vânătoare nocturnă din dotarea Luftwaffe, dar spre fericirea aliaților, nu s-au produs suficiente aparate din acest tip care să stăvilească valurile de bombardiere, care-și măreau eficiența prin împrăștierea în aera benzilor de aluminiu numite "Window" de aliați și "Düppel" de germani, fâșii metalice care bruiau semnalele radar. Printre piloții de noapte s-au evidențiat vânători: Helmut Lent, care a doborât 110 de avioane inamice mai înainte de a fi la rândul lui ucis într-o aterizare forțată în octombrie 1944 și Wolfgang Schnaufer, care a doborât 102 de avioane inamice și a supraviețuit războiului, dar a murit într-un accident auto în Franța în 1950. Luftwaffe avea pe timpul celui de-Al Doilea Război Mondial, în majoritate ași, ce aveau pe contul lor mai mult de o sută, uneori mai mult și de două sute de piloți omorâți.

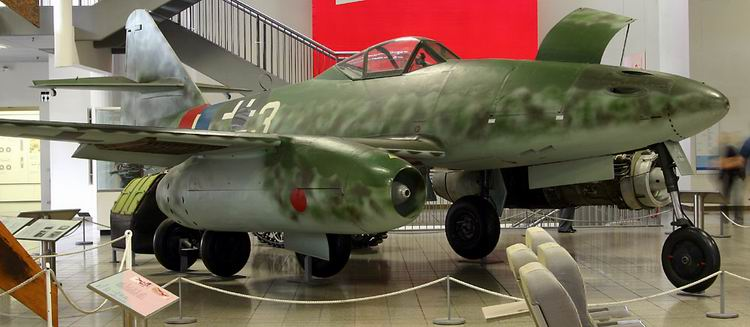
Messerschmitt Me 262A-1a a fost primul avion cu reacție operațional din lume.